# Disentomb
A Disentomb ausztrál brutális death metal együttes, 2009-ben alakult Brisbane-ben. 2019-ig három nagylemezt adtak ki.

## Története
Az együttes első nagylemezét 2010-ben jelentette meg. A Metal Forge magazin két csillagot adott a tízből az albumra, azzal a kritikával, hogy az "összes daluk egyformán hangzik". Második stúdióalbumukat 2014-ben adták ki. A Death Metal Underground oldal a Disgorge és az Immolation "energetikus ivadékának" hívta a zenekart. Az oldal továbbá a Suffocation-höz hasonlította a Disentomb zenéjét. 2019-ben megjelentették harmadik nagylemezüket. Első két albumuktól eltérően ezen a lemezen a doom metal hatása is érezhető.

## Tagok
- Jordan James Phillip - ének (2009-)
- Henri Sison - dob (2009-)
- Jake Wilkes - gitár (2009-)
- Adrian Cappelletti - basszusgitár (2017-)

## Korábbi tagok
- Thomas Joice - basszusgitár (2009-2012)
- Jim Parker - basszusgitár (2013-2017)

## Diszkográfia
- Sunken Chambers of Nephilim (2010)
- Misery (2014)
- The Decaying Light (2019)